# Tachysurus hoi
Tachysurus hoi is een straalvinnige vissensoort uit de familie van de stekelmeervallen (Bagridae). De wetenschappelijke naam van de soort werd voor het eerst geldig gepubliceerd in 1940 door Jacques Pellegrin en Lee-Shing Fang.